# Сай (Аоморі)

41°25′47″ пн. ш. 140°51′33″ сх. д. / 41.42972° пн. ш. 140.85917° сх. д.
Са́й (яп. 佐井村, さいむら, МФА: [sai̯ muɾa]) — село в Японії, в повіті Сімо-Кіта префектури Аоморі. Станом на 1 жовтня 2007 площа села становила 135,03 км². Станом на 1 липня 2008 населення села становило 2563 осіб.